# Network address
Мрежовият адрес е идентификатор за възел или домакин в телекомуникационна мрежа . Мрежовите адреси са проектирани да бъдат уникални идентификатори в мрежата, въпреки че някои мрежи позволяват локални, частни адреси или локално администрирани адреси, които не са толкова уникални.  Специалните мрежови адреси се разпределят като адреси за излъчване или множествено излъчване . Те също не са уникални.
В някои случаи мрежовите домакини може да имат повече от един мрежов адрес. Например, всеки контролер на мрежов интерфейс може да бъде уникално открит. Освен това, тъй като протоколите често са многослойни, мрежовият адрес на повече от един протокол може да се появи във всеки конкретен мрежов интерфейс или възел и повече от един тип мрежови адреси могат да бъдат използвани във всяка една мрежа. 
Мрежовите адреси могат да бъдат плоски адреси, които  съдържат никаква информация за местоположението на възела в мрежата (като MAC адрес ), или могат да съдържат структура или йерархична информация за маршрутизирането (като IP адрес ).

## Примери
Примерите за мрежови адреси включват:
- Телефонен номер в обществената комутирана телефонна мрежа
- IP адрес в IP мрежи, включително интернет
- IPX адрес в NetWare
- Адрес X.25 или X.21 в мрежа за данни с комутиране на вериги
- MAC адрес, в Ethernet и други свързани IEEE 802 мрежови технологии

## външни връзки
- В Общомедия има медийни файлове относно Network address

1. ↑  What is a Network Address? - Definition from Techopedia //  Techopedia.com.   Посетен на 2021-09-19. (на английски)